# Hybomitra cuspidata
Hybomitra cuspidata är en tvåvingeart som först beskrevs av Austen 1924.  Hybomitra cuspidata ingår i släktet Hybomitra och familjen bromsar. Inga underarter finns listade i Catalogue of Life.